# Rozšíření poznání dobra
Rozšíření poznání dobra (čínsky v českém přepisu č’ liang-č’, pchin-jinem zhì liángzhī, znaky 致良知) je jeden z pojmů neokonfuciánské filozofie, zásadní pro Wang Jang-mingovu školu mysli.
Neokonfuciánský filozof Ču Si (1130–1200) učil, že svatost či moudrost lze dosáhnout „rozšířením (morálního) poznání“ studiem, „zkoumáním věcí“ (ke-wu). Cílem studia bylo získáním znalostí o vnějším světě a pochopení principu li společného všem věcem. Wang Jang-ming však tvrdil, že princip li je přítomen v mysli/srdci každého člověka a definoval poznání především jako poznání morální, poznání dobra ve vlastním srdci. Učil, že Ču Siho důraz na učení z knih, získávání znalostí, jenom odvádí studenty od toho podstatného, od „učinění úmyslů správnými“ (jak redefinoval termín ke-wu), hledání principu v mysli, vnitřního mravního sebezdokonalování, jehož cílem bylo uvědomit si dobro ve svém srdci/mysli a rozšířit je na všechny věci v každodenním životě. Výsledkem takto pojatého sebezpytování bylo očištění mysli od sobeckých tužeb a její náprava a nakonec dosažení moudrosti. 